# Lebialem

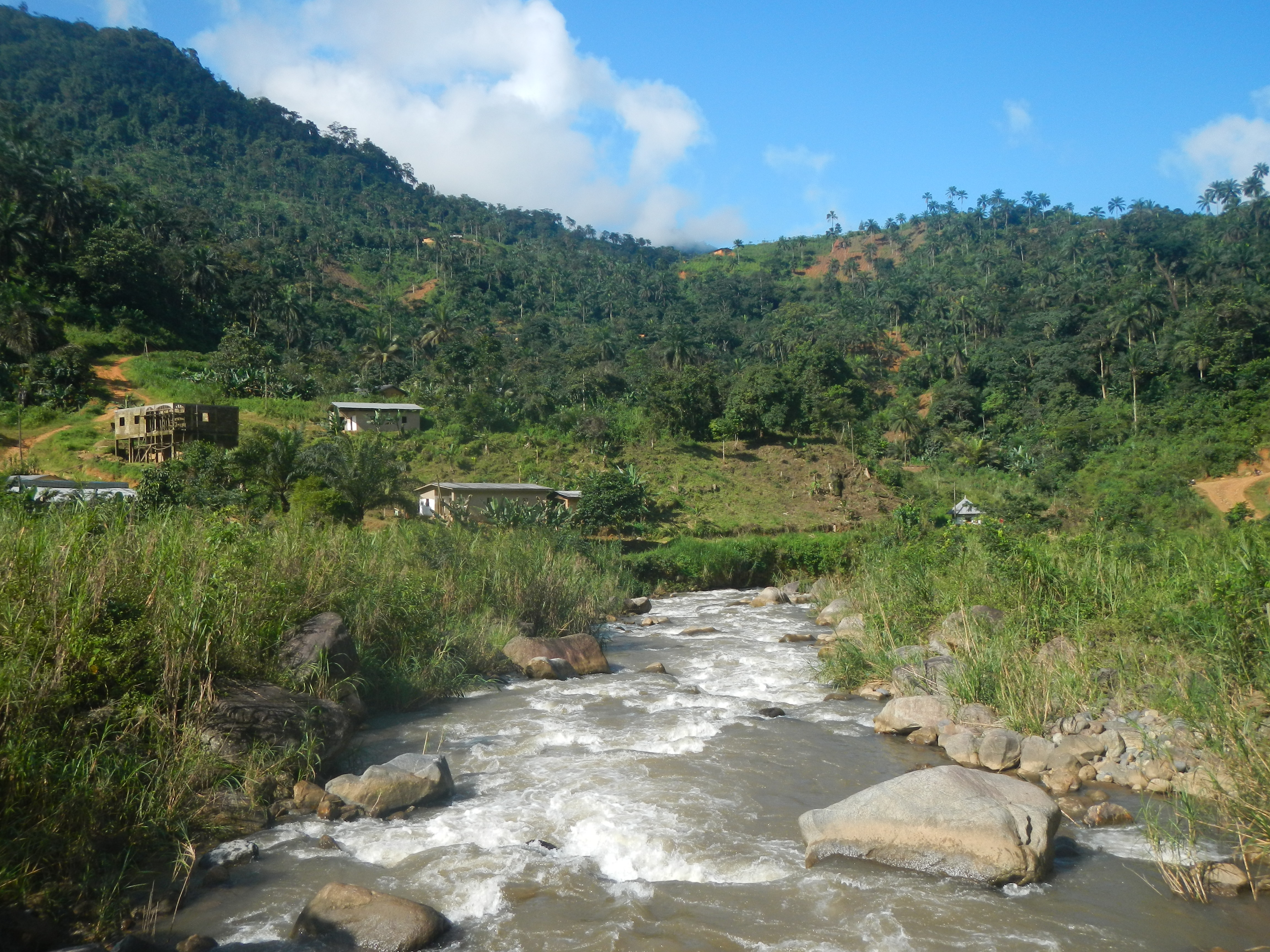
Typisch landschap van het arrondissement Wabane in Lebialem

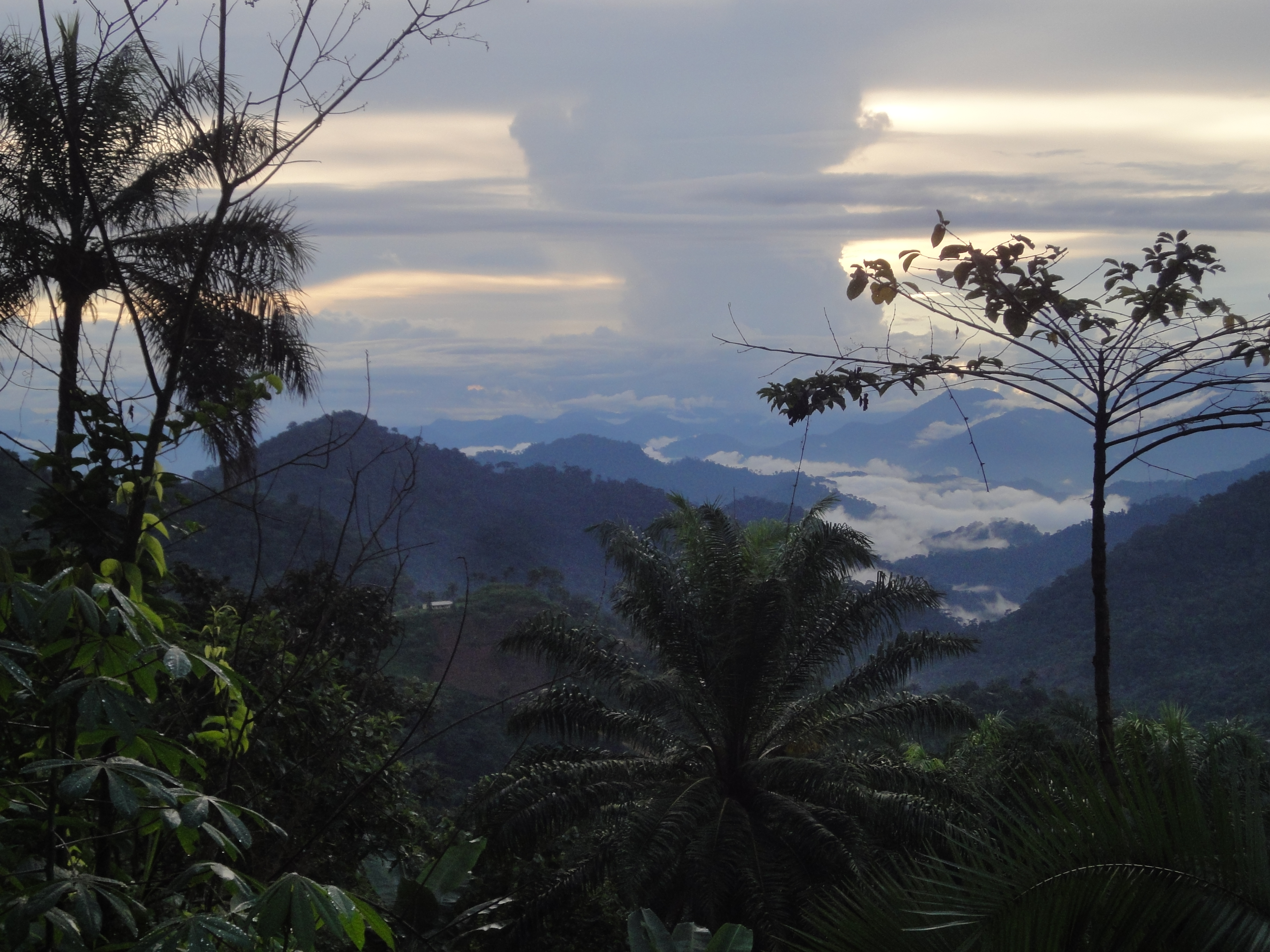
Wabane

Lebialem is een departement in Kameroen, gelegen in de regio Sud-Ouest. De hoofdplaats van het departement is Menji. De totale oppervlakte van het departement bedraagt 617 km². Het departement had 113.736 inwoners in 2005.

## Arrondissementen en gemeenten
Lebialem is onderverdeeld in drie arrondissementen:
- Alou
- Fontem
- Wabane